# Jacobo I de Baden
Jacobo I de Baden (Hachberg, Alemania, 15 de marzo de 1407-Mühlburg, Karlsruhe, Alemania, 13 de octubre de 1453) fue Margrave de Baden-Baden desde 1431 hasta 1453.
Era el hijo mayor de Bernardo I, Margrave de Baden-Baden, y Ana de Oettingen. Jacobo era un hombre de profundas creencias religiosas, bien conocido como fundador de iglesias. Fundó el monasterio de Fremersberg y fue un gran benefactor de la Colegiata de Baden-Baden.
Según los preceptos de su padre, sólo dos de sus hijos iban a ser considerados herederos del margraviato. Por tanto, sólo Carlos y Bernardo recibieron una educación secular, los otros niños tuvieron una estricta educación religiosa. Jorge, después de tener una profesión religiosa en su juventud, regresó brevemente a la vida civil, pero en 1454 revirtió a las órdenes sagradas y más tarde se convirtió en obispo de Metz.
Jacobo era lo contrario de su padre. Enea Silvio Piccolomini (Papa Pío II) lo describió como famoso entre los alemanes por su justicia e inteligencia.
En sus primeros años fue gobernador de las posesiones de la familia en Hohenberg, hasta que a la edad de 24 años sucedió en el gobierno de Baden. Fue descrito como un belicoso caballero y un frugal padre del Estado, siendo popular entre los príncipes como mediador. Tanto el emperador Segismundo de Luxemburgo como el emperador Federico III de Habsburgo, bajo los cuales se desempeñó, pensaban muy bien de él.
Cuando su hermana Inés huyó a consecuencia de un aborto espontáneo, en medio de un conflicto sobre la herencia, el Margrave perdió su derecho al ducado de Schleswig. Estaba tan enojado que confinó a Inés para el resto de su vida en el castillo de Alt-Eberstein (el hecho es recordado como el doble desastre de Gottorf).
Cuando entró en vigor en 1427 el Tratado de Sponheim, ganó posesiones en Mosela. En 1442 compró por 30.000 florines la mitad del señorío de Lahr y Mahlberg a los descendientes de Walter von Geroldseck. 

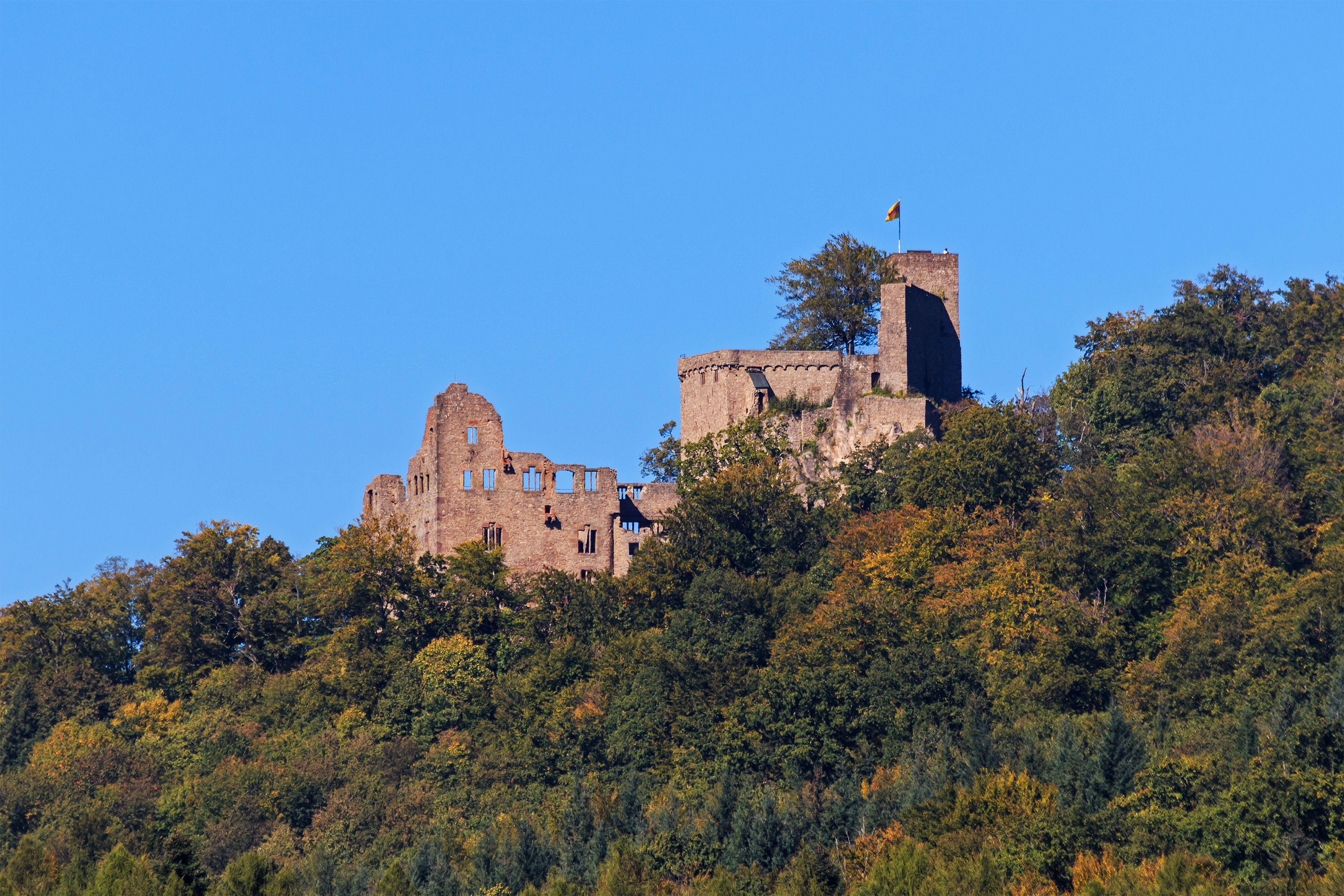
Ruinas del castillo Hohenbaden en la actualidad

Tenía su cuartel general en el Castillo de Hohenbaden arriba de los baños termales de Baden-Baden. Durante su reinado, se amplió la fortaleza con más de 100 habitaciones muy representativas. Las ruinas se pueden visitar en la actualidad.

## Matrimonio e hijos
Se casó el 25 de julio de 1422 con Catalina de Lorena, hija del duque Carlos II de Lorena y Margarita de Wittelsbach. Tuvieron los siguientes hijos:
1. Carlos I, Margrave de Baden-Baden (Pforzheim, † 24 de febrero de 1475).
2. Bernardo II, Margrave de Baden-Baden, luego beatificado, 1428 - Moncalieri, 12 de julio de 1458).
3. Juan II de Baden (1430 - Ehrenbreitstein, 9 de febrero de 1503), Arzobispo de Tréveris.
4. Margarita de Baden (1431- Ansbach, 24 de octubre de 1457), casada en 1446 con Alberto III Aquiles, Margrave de Brandeburgo.
5. Jorge de Baden (1433 - Moyen, 11 de febrero de 1484), obispo de Metz.
6. Marcos (1434 - 1 de septiembre de 1478), abad de Lieja.
7. Matilde (d. 1485), abadesa de Tréveris.

También tuvo un hijo ilegítimo, Rodolfo de Baden.